# Экберг, Гунилла
Гунилла Экберг (швед. Gunilla Ekberg) — шведско-канадская юристка. С 2002 по 2006 год она работала в Министерстве промышленности в качестве эксперта правительства Швеции по вопросам проституции и торговли людьми. 

## Образование
Экберг получила степень по социальной работе в Лундском университете и степень по юриспруденции в Университете Британской Колумбии в Канаде. В 2003 году она получила канадское гражданство.

## Карьера
Экберг — ярая противница проституции и ярая сторонница подхода Швеции к проституции, при котором покупатели сексуальных услуг преследуются по закону, а проститутки получают поддержку социальных служб в попытке вытащить их из этой индустрии. В 2005 году программа «Война полов» раскритиковала Экберг за то, что она заявила репортёру Эвин Рубар, что не может рассчитывать на помощь в случае нападения, поскольку выступает против феминистского движения. Это привело к призывам к её отставке, но министр по вопросам равноправия (Jämställdhetsminister) Йенс Орбак защитил её.
Позднее Экберг стала соисполнительным директором лоббистской группы «Коалиция против торговли женщинами» в Брюсселе, где она продолжила вести кампанию против проституции по всему миру, включая Болгарию, Австралию и Ванкувер.

## Статьи
- Ekberg, Gunilla S.; Parr, Joy (Август 1996). Mrs Consumer and Mr Keynes in post-war Canada and Sweden. Gender & History[англ.]. 8 (2): 212–230. doi:10.1111/j.1468-0424.1996.tb00044.x. Pdf.
- Ekberg, Gunilla S. (Февраль 2000). Abortion rights are central. Off Our Backs[англ.]. 30 (2): 18. JSTOR 20836554.
- Ekberg, Gunilla S. (Октябрь 2004). The Swedish law that prohibits the purchase of a sexual service: Best practices for prevention of prostitution and trafficking in human beings. Violence Against Women[англ.]. 10 (10): 1187–1218. doi:10.1177/1077801204268647. S2CID 73297880. Pdf. Архивировано 24 сентября 2015 года.